# 布爾德角
布爾德角（英語：Cape Burd）是南極洲的海岬，位於特里尼蒂半島，處於塔巴林半島西南端，由英國研究隊繪入地圖，以氣象學家命名，現時由南極條約體系管理。